# Who's Got the Last Laugh Now?
«Who's Got the Last Laugh Now?» — одинадцятий студійний альбом німецького гурту «Scooter». Випущений у 2005 році.

## Списки композицій
1. «Lights Out» — 1:46
2. «Hello! (Good to Be Back)» — 3:34
3. «Privileged to Witness» — 4:33
4. «Rock Bottom» — 3:29
5. «The Leading Horse» — 3:26
6. «Take Me, Baby» — 4:15
7. «Apache» — 2:48
8. «See Me, Feel Me» — 4:09
9. «Unity Without Words, Pt. 3» — 6:02
10. «Everlasting Love» — 4:22
11. «Seven Bridges» — 4:56
12. «Mesmerized» — 6:42